# Prends garde à la douceur des choses
Prends garde à la douceur des choses est un roman de Raphaële Billetdoux paru le 1er octobre 1976 aux éditions du Seuil et ayant reçu le prix Interallié la même année. Le titre reprend un vers de Paul-Jean Toulet extrait du poème En Arles.

## Résumé
Dans la douceur d'un voyage de noces auquel elle s'est jointe, la sœur de la mariée assiste la nuit à la vie sexuelle de son beau-frère dans les lieux traversés. Le contraste s'avère saisissant entre un jeune époux amoureux et sa vie sexuelle nocturne.

## Éditions
- Prends garde à la douceur des choses, Éditions du Seuil, 1976  (ISBN 2020044919).